# Micropterix amasiella
Micropterix amasiella és una espècie d'arna de la família Micropterigidae. Va ser descrita per Staudinger l'any 1880.
És una espècie endèmica de Turquia.